# Wat Umong

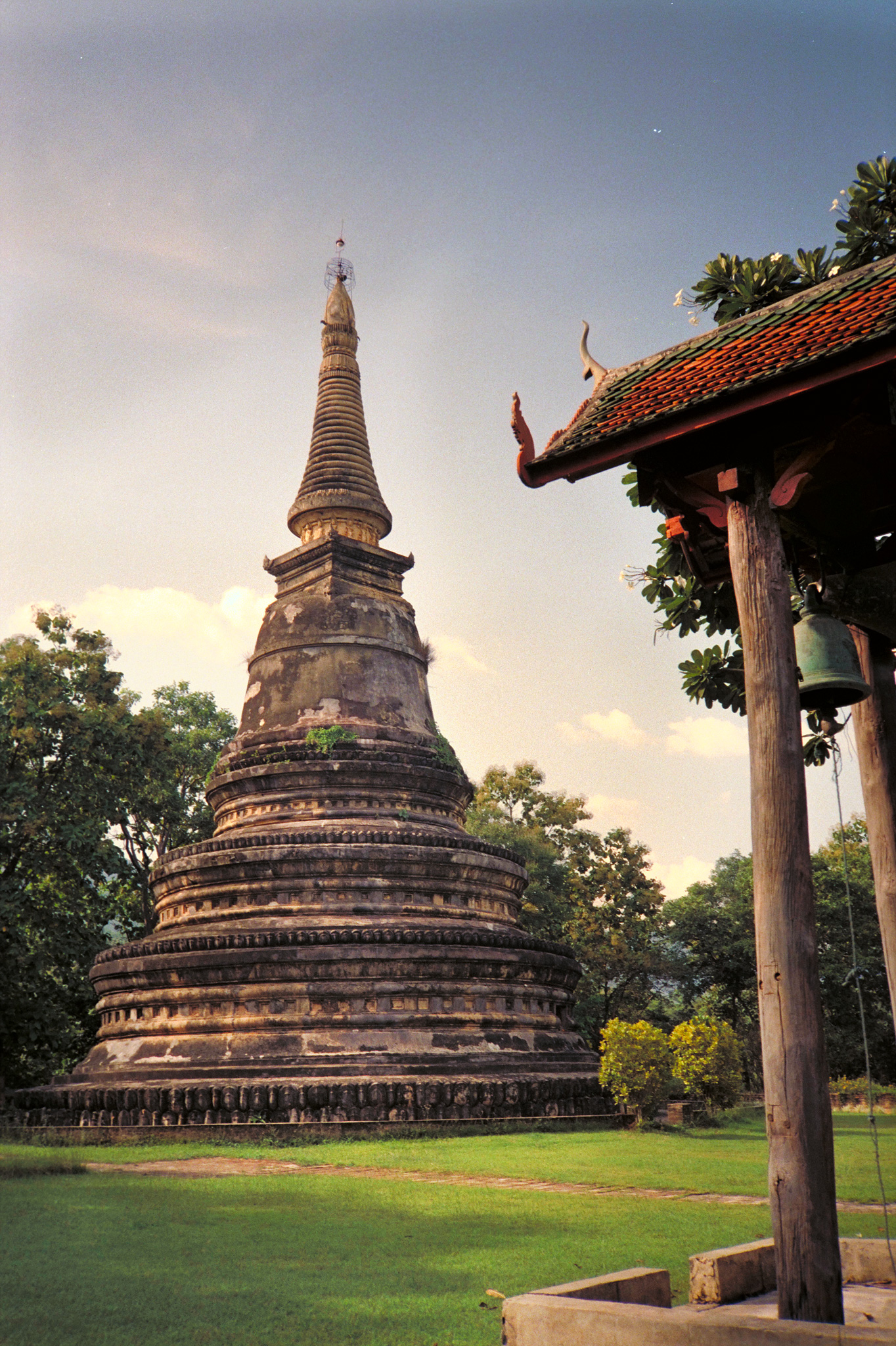
Die Chedi im singhalesischen Stil des Wat Umong

Wat Umong Suan Phutthatham (Thai: วัดอุโมงค์ สวนพุทธธรรม, Kurzname: Wat Umong, auch: Wat U Mong – วัดอุโมงค์) ist eine etwa 700 Jahre alte buddhistische Tempelanlage in Chiang Mai in Nord-Thailand.
Wat Umong liegt an den Bergen des Doi Suthep südlich der Universität Chiang Mai.
Die Gründung des Tempels soll der Legende nach in den 1380er Jahren durch König Kue Na vorgenommen worden sein. Der Tempel fiel seit dem Ende der Regierungszeit von König Tilokarat (reg. 1441–1487) in Vergessenheit. Erst 1948 ließen sich wieder Mönche – Schüler von Buddhadasa Bhikkhu – hier nieder.
Der Tempel ist dadurch bekannt, dass die hier lebenden Mönche in einer sehr natürlichen Umgebung wohnen und gelegentlich die Hirsche und andere Tiere füttern. Unter dem Chedi befinden sich Tunnel mit buddhistischen Bildnissen, die sehr leicht erkundet werden können.
An einem kleinen See können Fische und Schildkröten gefüttert werden.
Wat Umong Suan Phutthatham ist nicht zu verwechseln mit dem Tempel ähnlichen Namens im Zentrum von Chiang Mai: Wat Umong Maha Therachan.